# Tantoyuca
Tantoyuca är en ort i Mexiko.   Den ligger i kommunen Tantoyuca och delstaten Veracruz, i den sydöstra delen av landet, 230 km norr om huvudstaden Mexico City. Tantoyuca ligger 167 meter över havet och antalet invånare är 103 610.
Terrängen runt Tantoyuca är platt. Runt Tantoyuca är det ganska tätbefolkat, med 72 invånare per kvadratkilometer. Tantoyuca är det största samhället i trakten. Trakten runt Tantoyuca består till största delen av jordbruksmark.